# Minàs Avetissian
Minàs Avetissian (armeni: Մինաս Ավետիսյան)  (Jajur, 20 de juliol de 1928 - Yerevan, 23 de febrer de 1975) fou un pintor armeni.

## Biografia
Avetissian va estudiar a l'Acadèmia Imperial de les Arts de Leningrad des del 1960.
El 1972, el seu taller a Yerevan fou destruït per un incendi que podria haver estat provocat, segons la seua dona, Gaïanée. Avetissian va morir poc després, trasbalsat, el 1975, als 47 anys, com Parouïr Sévak que va morir el 1971, en circumstàncies més que estranyes que s'assemblen molt a "un assassinat purament soviètic". Aquest incendi va destruir la major part de la seua obra pictòrica. Un home amb un destí maleït, com Arshile Gorky en un altre sentit, el terratrèmol de Leninakan el 1988, hui Gyumri, va enderrocar els edificis decorats amb els seus frescos i la seua casa museu a Djadjur, a prop de l'epicentre del terratrèmol. Els seus dos fills, Arman i Narek, són testimonis de l'obra del seu pare.

## L'obra
"Minàs", així va ser anomenat durant la seua vida i després de la seua mort, creà gairebé cinc-centes pintures, una vintena de frescos i alguns dibuixos que s'han trobat. També va elaborar decorats per a una desena d'espectacles.
És el fill espiritual de Martiròs Sarian, un pintor innovador que va obrir camí cap a la modernitat a tots els altres pintors d'Armènia. Minàs Avetissian sempre el va reivindicar com a mestre, sobretot per la riquesa cromàtica de la seua extravagant paleta de colors. No fou, però, un simple deixeble: amplià l'art del seu mestre espiritual, i renovà la pintura armènia.
Si aquests dos pintors tenen la mateixa passió per la llum, en Sarian el color roman subjecte a la llum. En això, dona testimoni d'una època en què la llibertat de pintar no havia arribat al zenit, malgrat que el jove Sarian fou un descobridor de formes. Tanmateix, serà amb Minàs que el color palpitarà amb tota la seua violència. Entre les ombres i la llum, els contrastos revelen una tragèdia imminent. Aquesta pintura sovint sona com una sentència de mort, en què el dol continua aflorant.
Minàs Avetissian és a la cruïlla de dos mons molt diferents. Visqué el final d'una manera de viure secular, nascuda del treball i els dies d'una civilització agrícola. Fou un trencament amb l'arribada de la industrialització massiva al món rural. Aquest color, utilitzat amb vehemència, revela un profund malestar, una foscor subconscient. Els paisatges del país de les pedres (Karastan en armeni) cremats pel sol destaquen l'afecció filial d'aquest pintor al seu país, i esdevé un espill vivificant quan tot un poble s'hi reconeix, amb poderoses harmonies cromàtiques.
Molt popular, aquest artista representa el camp armeni i la gent corrent, "amb el gust pels colors purs i l'absència de perspectiva dels miniaturistes". La seua obra arriba a la universalitat per la seua simplicitat i l'amor per la terra i la gent. Encara hui influeix en un gran nombre de joves coloristes caucàsics. Minàs ha esdevingut una icona de la pintura.

## Algunes pintures famoses
- El poble de Djadjour, 1960, 75 x 100, Museu d'Art Contemporani d'Armènia, Yerevan
- Els meus pares, 1962, 140 x 100, Museu d'Art Contemporani d'Armènia, Yerevan
- Al llindar, 1966, 65 x 65, Museu d'Art Oriental, Moscou (obra simbòlica del pintor)
- Mestre Guevork, 1967-1970, 125 x 100, Museu Minàs Avetissian, Djadjour
- Pa pastat (el lavash), 1972, 165 x 165, Museu d'Art Contemporani d'Armènia, Yerevan
- Memòria, 1973, 100 x 120, Museu d'Art Contemporani d'Armènia, Yerevan
- Tardor tardana, 1973, 90 x 90, col·lecció H. Khachaturian, Yerevan
- Cantonada de Leninakan, 1974, 80 x 80, col·lecció privada, Líban
- Paisatge amb khatxkar (creus de pedres), 1974, 120 x 120, Galeria Nacional d'Armènia, Yerevan